# Longmire Campground Comfort Station No. L-303
Pour les articles homonymes, voir Longmire (homonymie).
La Longmire Campground Comfort Station No. L-303 est un bâtiment abritant des toilettes publiques dans le comté de Lewis, dans l'État de Washington, aux États-Unis. Située au sein du parc national du mont Rainier, elle est inscrite au Registre national des lieux historiques depuis le 13 mars 1991.  C'est également une propriété contributrice au Mount Rainier National Historic Landmark District depuis la création de ce district historique immédiatement classé National Historic Landmark le 18 février 1997.